# Шмаково (Новосибірська область)
Шмаково (рос. Шмаково) — присілок у Тогучинському районі Новосибірської області Російської Федерації.
Входить до складу муніципального утворення Реп'євська сільрада. Населення становить 230 осіб (2010).

## Історія
Згідно із законом від 2 червня 2004 року органом місцевого самоврядування є Реп'євська сільрада.

## Населення
| 2002 | 2007 | 2010 |
| ---- | ---- | ---- |
| 215  | ↘214 | ↗230 |